# Nu Musik

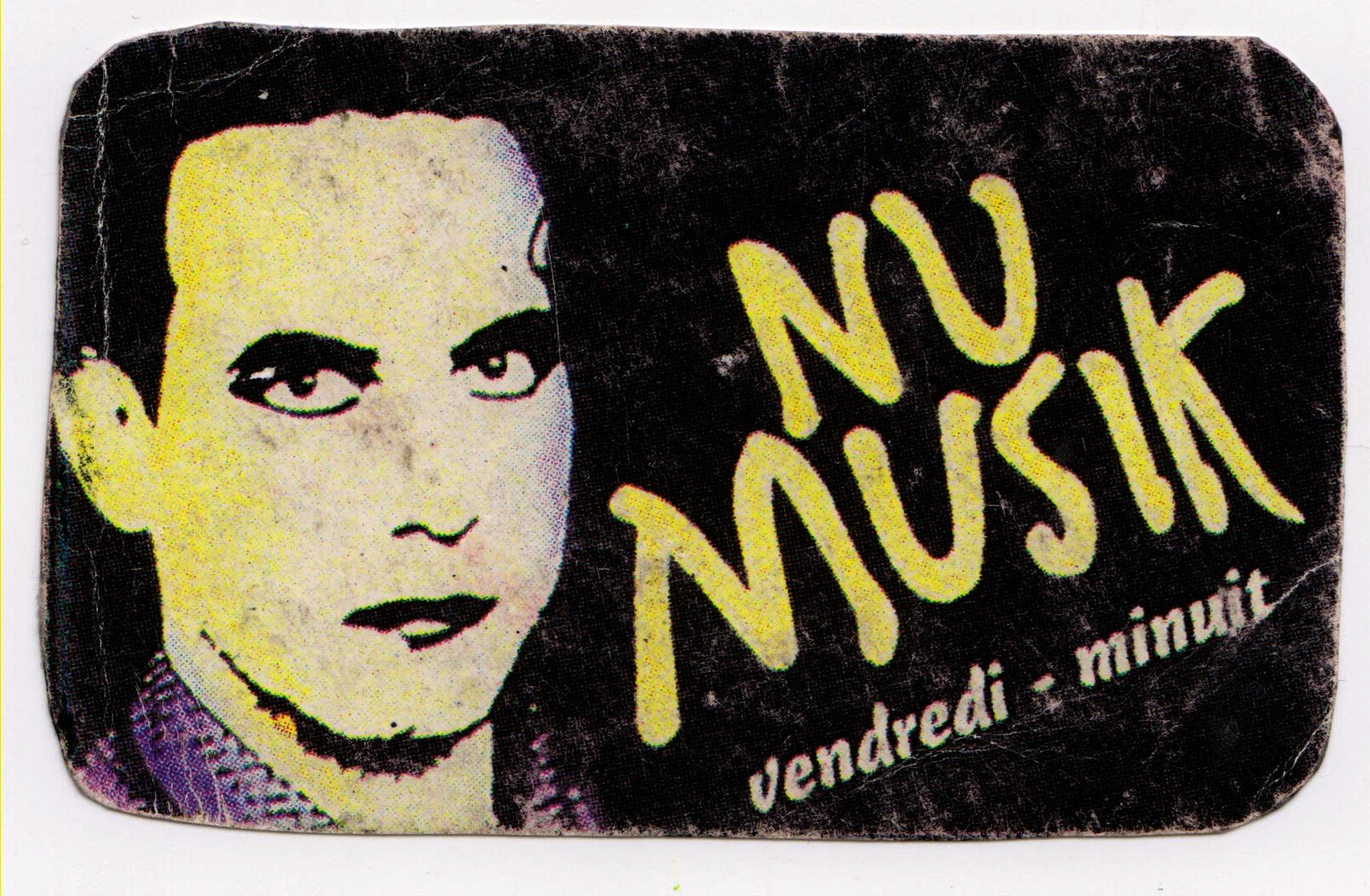
Extrait découpé d'une affiche/calendrier promotionnel de Musique Plus du début des années 1990 annonçant les émissions de l'époque. L'image est composée du visage de Robert Smith et du logo de l'émission.

Nu Musik est une émission de télévision québécoise diffusée du 1er février 1987 à 1992 à Musique Plus. Elle a d'abord été diffusée les dimanches à 20 h avant de prendre la case de 14 h dès septembre 1988, et animée par Benoit Dufresne pour les deux premières années.
Animée par Claude Rajotte, cette émission d'une heure consacrée à la musique alternative est diffusée le vendredi à minuit, et rediffusée le dimanche à 14 h.